# 香蓮寺 (新宿区)
香蓮寺（こうれんじ）は、東京都新宿区にある浄土宗の寺院。

## 歴史
1628年（寛永5年）、阿茶の開基である。阿茶は、幼少で駿府城に住んでいた徳川頼宣に仕え、1619年（元和5年）の紀州藩立藩時にも頼宣に供奉、その後出家し「香蓮」を名乗った。そして自分が住んでいた庵を寺院化した。これが当寺の起源である。
寺院新設について、通常はなかなか許可されないものであったが、頼宣の取り成しで容易に許可されたという。開山の静蓮社寂誉善了は、紀伊国出身である。香蓮と頼宣との関係もあり、紀州徳川家代々の位牌を安置している。
元々は、現在の青山に位置していたが、1635年（寛永12年）に現在地に移転した。

## 交通アクセス
- 信濃町駅より徒歩7分。